# Paulina Malulu
Paulina Malulu; (sinh ngày 28 tháng 4 năm 1989) là một nữ hoàng sắc đẹp người Namibia và là người mẫu đại diện cho Namibia tham gia vào cuộc thi sắc đẹp quốc tế Tứ đại hoa hậu. Cô dự thi cuộc thi Hoa hậu Quốc tế 2012 và lọt vào Top 15. Cô tiếp tục tham gia các cuộc thi Hoa hậu Thế giới 2013 và Hoa hậu Hoàn vũ 2013 và Hoa hậu Trái đất 2014.
Sinh ra trong một gia đình lưu vong, một thời gian ngắn trước khi đất nước giành độc lập, Malulu lớn lên ở Windhoek. Sau khi hoàn thành chương trình giáo dục trung học của mình, Malulu đã nghiên cứu về chuyên ngành sức khỏe và chăm sóc da và cũng có bằng cấp về hướng dẫn du lịch.
Malulu cũng là giám đốc điều hành và người sáng lập của Paulina Malulu Trust (PMT), một tổ chức hoạt động, không vì lợi ích, ủng hộ vai trò của các nữ hoàng sắc đẹp. Cô cũng đã tổ chức chương trinn2h "Ngày của Nữ hoàng sắc đẹp", một sự kiện thường niên nêu bật vai trò xã hội quan trọng của các nữ hoàng sắc đẹp lần đầu tiên được tổ chức tại Namibia vào năm 2015.
Cô đã đại diện cho giới trẻ Namibia trên Diễn đàn Thanh niên Châu Phi, Hội nghị Thượng đỉnh Aids Toàn cầu và phục vụ với vai trò Quan hệ Công chúng cho Hội chợ Sách Namibia.

## liên kết ngoài
- Trang web chính thức của Hoa hậu Namibia Lưu trữ ngày 9 tháng 8 năm 2014 tại Wayback Machine